# Sicral 2
Sicral 2 est un satellite de télécommunications militaire franco-italien développé pour le compte du ministère de la Défense italien et de la direction générale de l'Armement (DGA) française. Il est lancé le 26 avril 2015 par un lanceur Ariane 5 depuis le Centre spatial guyanais. Il vient compléter les satellites italiens de la série Sicral 1 et les satellites français Syracuse III.

## Contexte
Sicral 2, est un programme développé en coopération par les ministères de la défense italien et français, qui se partagent le financement (295 millions d'euros) à hauteur respectivement de 62 % et 38 %. Le même accord est à l'origine de la réalisation du satellite Athena-Fidus. Comme pour les satellites Sicral qui l'ont précédés ainsi que les satellites Syracuse 3, la société franco-italienne Thales Alenia Space est chargée de la conception et de la réalisation du satellite ainsi que la conception du segment sol. Le satellite est construit dans les établissements de Rome, L'Aquila, Cannes et Toulouse avant d'être assemblé à Turin et Rome. La société italienne Telespazio est chargée de la construction des centres de contrôles italiens, de la préparation du lancement à Kourou, de la mise à poste du satellite ainsi que des tests en orbite.
Le 13 février 2015, Jean-Yves Le Drian, ministre de la Défense visite le centre industriel de Thales Alenia Space à Cannes où il est accueilli par Patrice Caine, directeur général de Thales et par Jean-Loïc Galle, président-directeur général de Thales Alenia Space.
Au-delà des enjeux et de l’importance que représentent les programmes de défense pour la société Thales, c'est l’ensemble de l'offre « satellites militaires » de Thales Alenia Space qui est présentée au ministre de la défense française avec notamment la visite du satellite militaire franco-italien Sicral 2 avant son départ pour le pas de tir de Kourou.

## Mission
Sicral 2 vient renforcer les satellites de télécommunications militaires français et italiens déjà positionnés assurant des liaisons stratégiques et tactiques : les satellites italiens Sicral 1 et Sicral 1B (lancés respectivement en 2001 et 2009) et les satellites français Syracuse 3A et 3B (lancés respectivement en 2005 et 2006). Une partie de la bande passante est commercialisée par Telespazio auprès des forces armées de l'OTAN. Le satellite doit être placé en orbite géostationnaire au niveau de la longitude 37° Est.

## Caractéristiques techniques
Le satellite Sicral 2 a une masse au lancement de 4 360 kg et a une forme parallélépipédique (5,5 m x 2,2 m x 3,1 m). Le satellite, qui est stabilisé sur 3 axes, est équipé de panneaux solaires fournissant 7 kW d'électricité en fin de vie. Il utilise une plate-forme Spacebus 4000B3. Sa charge utile est constituée par des transpondeurs fonctionnant en bandes UHF et SHF pour les besoins italiens et des transpondeurs en bande SHF pour les besoins français. Sa durée de vie est de 15 ans.
Il est mis en orbite avec succès le 26 avril 2015 depuis le Centre spatial guyanais par un lanceur Ariane 5 ECA (lanceur 10 tonnes), en même temps que le satellite norvégien de télécommunications THOR 7 pour l’opérateur privé Telenor Satellite Broadcasting (TSBc),.